# David La Haye
David La Haye (Montréal, 19 aprile 1966) è un attore canadese.
Ha lavorato soprattutto in molti film e miniserie televisive straniere, ed è noto per aver interpretato Lucien in Gioco di donna (Head in the clouds) e François le Gardeur ne I nuovi eroi (Nouvelle-France).
Dal 2009 è membro della giuria del Montreal World Film Festival.

## Filmografia

### Cinema
- Per caso o per azzardo (Hasards ou coïncidenses), regia di Claude Lelouche (1998)
- Il violino rosso (Le violon rouge), regia di François Girard (1998)
- Tempo, regia di Eric Styles (2003)
- Timeline - Ai confini del tempo (Timeline), regia di Richard Donner (2003)
- Licantropia (Ginger snaps back: The beginning), regia di Grant Harvey (2004)
- Gioco di donna (Head in the clouds), regia di John Duigan (2004)
- I nuovi eroi (Nouvelle-France), regia di Jean Beaudin (2004)

### Televisione
- Il processo di Norimberga (Nuremberg), regia di Yves Simoneau - Mini-serie TV (2000)
- Napoleone (Napoléon), regia di Yves Simoneau - Mini-serie TV (2002)
- Marie-Antoinette, regia di Francis Leclerc e Yves Simoneau - Film TV (2006)
- 2075: Il clima che verrà (Changing climates, changing times), regia di Marion Milne - Film TV (2008)

## Doppiatori italiani
- Massimo Lodolo in Licantropia, I nuovi eroi (ridoppiaggio)
- Alessandro Maria D'Errico in I nuovi eroi